# Wyoming Cowboys football
La squadra di football dei Wyoming Cowboys rappresenta l'Università del Wyoming. I Cowboys competono nella Football Bowl Subdivision (FBS) della National Collegiate Athletics Association (NCAA) e nella Mountain West Conference. La squadra è allenata da Jay Sawvel. Gioca le sue gare interne al War Memorial Stadium di Laramie, Wyoming, e le sue rivalità principali sono con i Colorado State Rams, gli Utah State Aggies, gli Hawaii Rainbow Warriors e gli Air Force Falcons. 

## Conference di appartenenza
Wyoming è stata sia indipendente che affiliata a diverse conference durante la sua storia.
- Independente (1893–1904)
- Colorado Football Association (1905–1908)
- Rocky Mountain Athletic Conference (1909–1937)
- Mountain States Conference (1938–1961)
- Western Athletic Conference (1962–1998)
- Mountain West Conference (1999–presente)

## Titoli di conference
| Anno  | Conference                  | Allenatore   | Record | Rec. conf. |
| 1949  | Mountain States Conference  | Bowden Wyatt | 9–1    | 5–0        |
| 1950  | Mountain States Conference  | Bowden Wyatt | 10–0   | 5–0        |
| 1956  | Mountain States Conference  | Phil Dickens | 10–0   | 7–0        |
| 1958  | Mountain States Conference  | Bob Devaney  | 8–3    | 6–1        |
| 1959  | Mountain States Conference  | Bob Devaney  | 9–1    | 7–0        |
| 1960† | Mountain States Conference  | Bob Devaney  | 8–2    | 6–1        |
| 1961† | Mountain States Conference  | Bob Devaney  | 6–1–2  | 5–0–1      |
| 1966  | Western Athletic Conference | Lloyd Eaton  | 10–1   | 5–0        |
| 1967  | Western Athletic Conference | Lloyd Eaton  | 10–1   | 5–0        |
| 1968  | Western Athletic Conference | Lloyd Eaton  | 7–3    | 6–1        |
| 1976† | Western Athletic Conference | Fred Akers   | 8–4    | 6–1        |
| 1987  | Western Athletic Conference | Paul Roach   | 10–3   | 8–0        |
| 1988  | Western Athletic Conference | Paul Roach   | 11–2   | 8–0        |
| 1993† | Western Athletic Conference | Joe Tiller   | 8–4    | 6–2        |

† Co-campioni

## All-American
- C.T. Hewgley, Tackle, 1950 (APO-2ª formazione)
- Eddie Talboom, HB,1950 (APO-2ª formazione; INSO-1ª formazione; CP-3ª formazione) (membro della College Football Hall of Fame, classe del 2000)
- Dewey McConnell, DE, 1952 (APD-1ª formazione; NEAD-1ª formazione)
- Jim Crawford, RB, 1956 (NEA-1ª formazione, INS-2ª formazione, CP-2ª formazione, AP-3ª formazione, UP-3ª formazione, FWAA)
- Jerry Hill, RB,1959 (menzione onorevole)
- Jerry Hill, RB,1960 (menzione onorevole)
- Mike Dirks, DT, 1967 (FWAA-1ª formazione; NEA-1ª formazione)
- Jerry DePoyster, K, 1967 (AP-1ª formazione; FN-1ª formazione; TSN-1ª formazione)
- Paul Toscano, QB, 1967 (CP-3ª formazione)
- Bob Jacobs, K, 1969 (FWAA-1st; TSN-1ª formazione)
- Larry Nels, DT, 1969 (CP-3ª formazione)
- Paul Nunu, LB, 1976 (FN)
- Dennis Baker, DT 1977 (AP-1ª formazione)
- Mike Smith, P, 1979 (UPI-2ª formazione)
- Jay Novacek, TE, 1984 (menzione onorevole) (membro della College Football Hall of Fame, classe del 2008)
- Marcus Harris, WR, 1995 (1ª formazione)
- Marcus Harris, WR, 1996 (1ª formazione) (Consensus All-American, vincitore del Fred Biletnikoff Award[2] e del Paul Warfield Trophy)
- Adam Goldberg, RT/RG, 2002 (menzione onorevole)